# Oriol Ponsatí-Murlà
Oriol Ponsatí-Murlà   (Figueres, 31 de juliol de 1978) és un editor, traductor i escriptor català. És doctor en Filosofia per la Universitat de Girona i professor lector de filosofia antiga en aquesta mateixa universitat.
És autor d'una setantena de treballs acadèmics entre llibres, capítols de llibres i articles en revistes nacionals i internacionals. Les seves línies de recerca principals són la filosofia antiga i medieval, la història intel·lectual, la història de la filosofia catalana i el suïcidi des d'un punt de vista filosòfic.
Ha col·laborat a El Punt, la Revista de Girona, El País, La Vanguardia, l'Ara, La República i altres mitjans de comunicació. Fundador i director d'Edicions de la Ela Geminada, ha traduït obres de Michael Nyman, Igor Stravinski, Friedrich Nietzsche, Gianni Vattimo, Denis Diderot, Josep Palau i Fabre, Italo Calvino, Helena Janeczek.. Com a rapsode i músic, s'ha destacat per les seves interpretacions maratonianes, de sol a sol. Ha interpretat arreu dels Països Catalans el poema fonètic Ursonate, de Kurt Schwitters. L'any 2009 va realitzar al Festival Música 13 de Camallera (Alt Empordà) la primera execució en solitari a l'Estat de l'obra per a piano Vexations, d'Erik Satie, de 20 hores de durada ininterrompuda. Ha dirigit musicalment l'espectacle Ballar la Veu, de Perejaume, per a dos pianos, quatre pianistes i campana rotatòria, estrenat el 14 de maig del 2011 a Folgueroles. i repetit a la Fira de la Mediterrània de Manresa el 3 de novembre del 2011. El 12 de juliol del 2014 va fer la lectura íntegra i seguida, de 15 hores de durada, de L'Odissea d'Homer, en traducció de Carles Riba, al Festival Poesia i + de la Fundació Palau i Fabre de Caldes d'Estrac, amb la col·laboració de Perejaume, i el 30 de juny del 2017 va repetir-la al Festival de Poesia de la Mediterrània, a Palma.
Va rebre el premi de novel·la curta Just Manuel Casero 2013 per l'obra Totes les estacions de França, i el Premi Setè Cel de Salt 2015. També ha guanyat el 30è Premi Manuel Bonmatí de Periodisme (2011) i el XXIX Premi de Divulgació Científica Humbert Torras (2014).
El gener del 2017 va ser nomenat per la Generalitat de Catalunya comissari de l'Any Bertrana, que commemorava el 150è aniversari del naixement de Prudenci Bertrana i el 125è aniversari del naixement de la seva filla Aurora Bertrana. El març de 2019 va ser nomenat director de la Institució de les Lletres Catalanes, càrrec que va mantenir fins al setembre de 2021.

## Obres publicades en català
- Joaquim Xirau i la consciència amorosa. dins El pensament de Joaquim Xirau. (Josep M. Terricabras, ed.). (Documenta Universitaria, 2007)
- Estudi preliminar a: Maquiavel. El príncep amb traducció de Carme Arenas. (Edicions 62, 2009)
- Estudi preliminar i materials complementaris a: Plató. El banquet. Fedre amb traducció de Joan Leita (Edicions 62, 2010)
- Introducció a: Eduard Hanslick. Sobre la bellesa musical. (Accent Editorial, 2010)
- «Habent sua fata libelli: Lídia Noguer, lectora paranoica de Xènius». dins El pensament d'Eugeni d'Ors (Josep M. Terricabras, ed.) (Documenta Universitaria, 2010)
- Totes les estacions de França. (Empúries, 2014)
- O no ser. Antologia de textos filosòfics sobre el suïcidi. Edició i introducció a cura d'Oriol Ponsatí-Murlà. (Edicions de la Ela Geminada, 2015).
- L'avarícia (Fragmenta, 2019)

## Llibres en castellà
- Aristóteles. El hombre feliz y la sociedad justa son los que buscan el equilibrio entre los extremos. (RBA, 2015)
- San Agustín. Tanto la fe como la razón conducen a la misma verdad: Dios. (RBA, 2015)
- Pascal: Para alcanzar el conocimiento el hombre necessita tanto de la razón como del corazón. (RBA, 2015)
- Plotino. El Uno es el principio de todas las cosas, aquello de lo que todo parte y a lo que regresa (RBA, 2017)
- Bruno. Dios ha creado un universo infinito en el que el hombre es libre (RBA, 2017)
- L'avaricia (Fragmenta, 2019)